# Triumph (album The Jacksons)
Triumph – czwarty album The Jacksons wydany w lipcu 1980 (zob. 1980 w muzyce) przez Epic Records.

## Lista utworów
1. Can You Feel It (Jackie Jackson/Michael Jackson)
2. Lovely One (Michael Jackson/Randy Jackson)
3. Your Ways (Jackie Jackson)
4. Everybody (Michael Jackson/Tito Jackson/Mike McKinney)
5. This Place Hotel A/K/A Heartbreak Hotel (Michael Jackson)
6. Time Waits For No One (Jackie Jackson/Randy Jackson)
7. Walk Right Now (Michael Jackson/Jackie Jackson/Randy Jackson)
8. Give It Up (Michael Jackson/Randy Jackson)
9. Wondering Who (Jackie Jackson/Randy Jackson)
10. This Place Hotel (Single Version) (dostępny na specjalnej edycji wydanej w 2008 roku)
11. Walk Right Now (John Luongo Disco Mix) (dostępny na specjalnej edycji wydanej w 2008 roku)
12. Walk Right Now (John Luongo Instrumental Mix) (dostępny na specjalnej edycji wydanej w 2008 roku)

## Odrzuty
- Slipped Away
- Why Can’t I Be

## Twórcy
- Michael Jackson (Śpiew; perkusja)
- Jackie Jackson (Chórki; wokal prowadzący w Wondering Who)
- Tito Jackson (gitara; śpiew; solo gitarowe w This Place Hotel)
- Marlon Jackson (bębny; śpiew; dodatkowy wokal w Give It Up)
- Randy Jackson (perkusja; dodatkowy wokal w Can You Feel It)